# (15382) Vian
(15382) Vian est un astéroïde de la ceinture principale.

## Description
(15382) Vian est un astéroïde de la ceinture principale. Il fut découvert par Lenka Šarounová le 20 septembre 1997 à l'observatoire d'Ondřejov. Il présente une orbite caractérisée par un demi-grand axe de 2,274 UA, une excentricité de 0,0481 et une inclinaison de 6,9353° par rapport à l'écliptique.
Il fut nommé en hommage à l'écrivain et musicien français Boris Vian.

## Compléments